# きむらゆき
きむら ゆき（きむら ゆき、1980年7月18日 - ）は、大阪府生まれのモデル、女優。エージェントオフィスタクト所属。

## 出演

### 映画
- めいめい - 主演 依乃役
- あの素晴しい愛をもう一度 - 主演 朱美役

他

### テレビドラマ
- 相棒 season8 第13話（2010年、テレビ朝日) - アシスタント役
- 月曜ゴールデン 警視庁南平班〜七人の刑事〜4（2011年、TBS) - 看護師役

### テレビCM
- JR東海 トーキョー☆ブックマーク（2010年～） - のの子役
- ベネッセ こどもちゃれんじEnglish「2歳からの英語編」（2010年～） - 母親役
- パナソニック スイッチ 快適節電（2011年～）
- ツイッター CM（2017年～）-ただいま、と返答する女性役
- 富士薬品 CM「配置薬　みんなの悩み篇」（2018年8月～）-「体調崩した時、買いに行くのが大変で」と言う女性役